# Джун Сквібб
Джун Луїз Сквібб (англ. June Louise Squibb; нар. 6 листопада 1929, Вандалія) — американська акторка. Одна з найстарших номінанток на премію «Оскар» в її історії — здобула номінацію у 84-річному віці за роль у трагікомедії «Небраска» (2013).
Майже 40 років кар'єри, з 1951 року, залишалась виключно театральною акторкою. У 61-річному віці розпочала кінокар'єру, виконавши другорядну роль у комедії Вуді Аллена «Еліс» (1990). До ролі в трагікомедії Александра Пейна «Небраска» грала практично епізодичні ролі, за виключенням телесеріалів «Справедлива Емі» (2003—2004) і «Та, що говорить з привидами» (2005—2007).
Після номінацій на всі центральні премії «сезону кінонагород» у 2014 році, найпомітніші ролі виконала у телесеріалі «Безсоромні» (2016), фільмах «Столик № 19» (2017), «Байстрюки» (2017), «Зависнути у Палм-Спрінгс» (2020), «Палмер» (2021). Озвучувала персонажів у мультфільмах «Ральф-руйнівник 2: Інтернетрі» (2018), «Історія іграшок 4» (2019), «Душа» (2020), «Думками навиворіт 2» (2024).
У 2024—2025 роках, у 95-річному віці, виконала перші головні ролі в житті — у трагікомедіях «Тельма» та «Елеонора Велика».

## Життєпис
Народилась 6 листопада 1929 року у місті Вандалія, штат Іллінойс. Батько — підприємець у галузі страхування життя, учасник Другої світової війни. Мати — домогосподарка, в молодості працювала піаністкою на кіносеансах німих фільмів.
З першого класу грала в шкільному театральному гуртку, зокрема в казці «Три ведмеді». «Я завжди думала — це в моїй крові. Мені ніколи навіть на думку не спадало, що я можу займатись чимось, окрім акторства» — казала Сквібб. У 1951 році переїхала до Клівленду, де в місцевому театрі спочатку працювала за кулісами, а пізніше грала в багатьох п'єсах, зокрема «Детективна історія», «Марсель» тощо. У Клівленді Сквібб познайомилась зі своїм майбутнім найкращим другом на все життя — театральним режисером Джеком Лі, який наполіг, щоб акторка розвивала свій хист до співу.
У 1957 році переїхала до Нью-Йорку, де почала вчитись грі на фортепіано та грати в бродвейських мюзиклах, зокрема в «Циганці» Джуліуса Стайна та Стівена Сондхайма. В перерві між Бродвеєм, грала в гастрольних турах і на круїзних суднах, була моделлю для журналу «Справжній детектив» (англ. True Detective), працювала помічницею Санта-Клауса. Мати акторки не сприймала її акторську кар'єру, тому, побачивши її в бродвейській виставі, заявила: «Тепер можеш повертатись додому, одружуватись і народжувати дітей».
У 1985 році отримала картку членкині Гільдії кіноакторів і Американської федерації теле-радіоартистів. Через п'ять років, у 61-річному віці, виконала першу роль у кіно, зігравши покоївку у комедії Вуді Аллена «Еліс». Ще 20 років продовжувала грати практично епізодичні ролі, зокрема в драмах «Запах жінки» (1992), «Епоха невинності» (1993), «Знайомтеся — Джо Блек» (1998). У 2002 році вперше працювала з Александром Пейном у трагікомедії «Про Шмідта», де зіграла дружину персонажа Джека Ніколсона. Зімпровізувавши з Ніколсоном цілу сцену весілля їхньої екранної доньки, Сквібб відпустила будь-який акторський страх: «Чого я повинна боятись? Я працювала з Джеком Ніколсоном!» — казала вона.

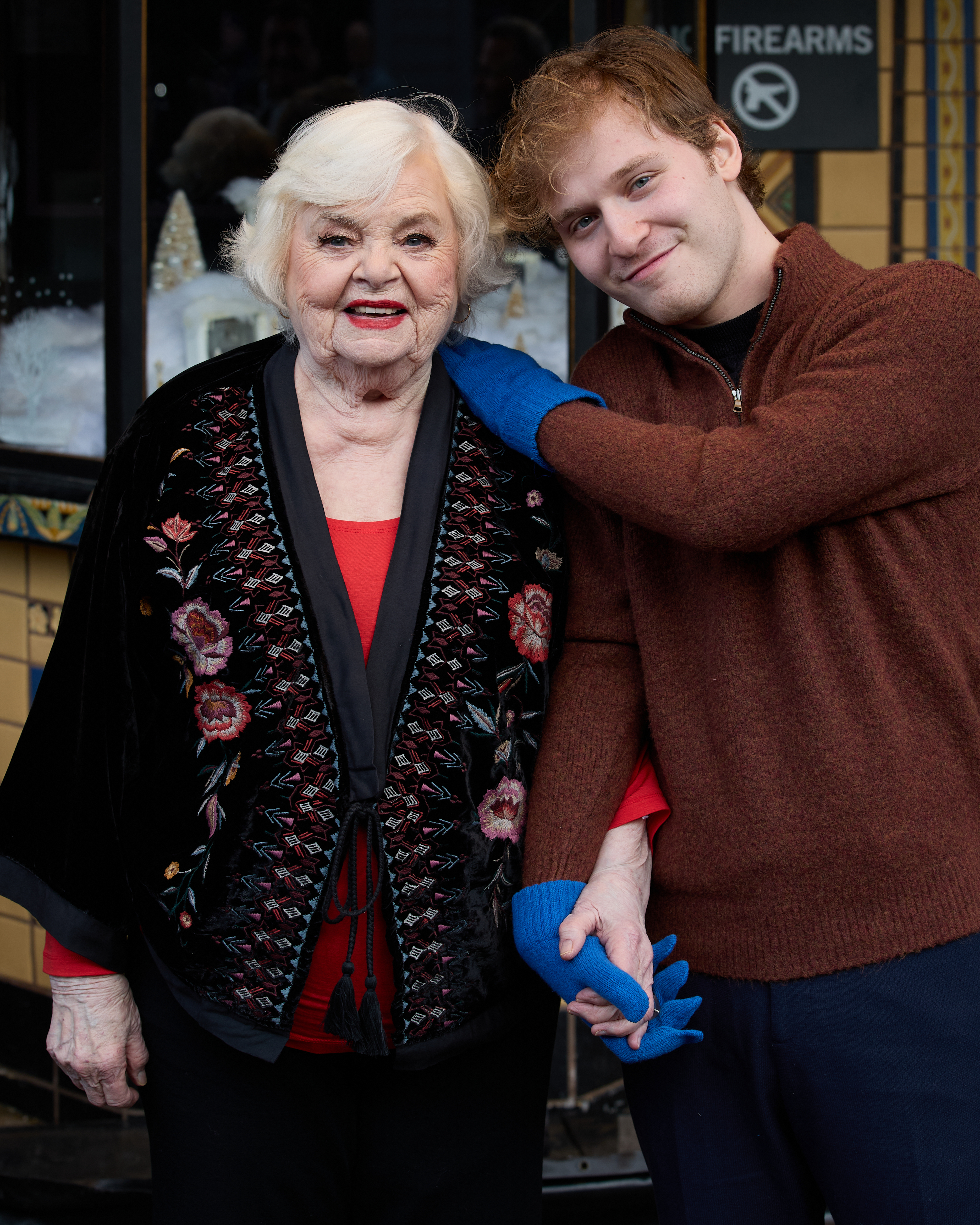
На прем'єрі фільму «Тельма» з актором Фредом Хехінгером, січень 2024 року

У 2000-х роках грала помітні ролі у телесеріалах «Справедлива Емі» (2003—2004) і «Та, що говорить з привидами» (2005—2007). У 2013 році повернулась до співпраці з Александром Пейном, зігравши гостру на язик дружину персонажа Брюса Дерна у трагікомедії «Небраска». Робота Сквібб була вкрай високо сприйнята кінокритикою та номінована на центральні премії «сезону кінонагород», зокрема «Оскар». Цю роль акторці рекомендувала її колега і подруга Марго Мартіндейл, яка жалкувала, що недостатньо стара для неї.
Після «Небраски» Сквібб більше не проходить кастинги, а просто отримує сценарії, самостійно вирішуючи, чи варто погоджуватись на ту чи іншу роль. У 7 сезоні телесеріалу «Безсоромні» (2016) зіграла власницю пральні самообслуговування. Озвучувала персонажів мультфільмів «Ральф-руйнівник 2: Інтернетрі» (2018), «Історія іграшок 4» (2019), «Душа» (2020), «Думками навиворіт 2» (2024).
У 2024—2025 роках, у 95-річному віці, виконала перші головні ролі в житті — у трагікомедіях «Тельма» та «Елеонора Велика». Фільмування «Тельми» потребувало від Сквібб великої фізичної підготовки, оскільки стрічка містить сцени активних дій, притаманних бойовикам — всі свої трюки акторка виконала сама, без дублерів. В «Елеонорі Великій» вперше працювала зі Скарлетт Йоганссон, яка здійснила свій режисерський дебют.
Активно працюючи в кінематографі та на телебаченні, Сквібб сумує за театром: «У 2018 році я вісім тижнів грала в бродвейській „Офіціантці“. Була в абсолютному захваті, проте повністю втратила сили. Театр відіймає більше фізичної енергії, ніж кіно».

### Особисте життя, інтереси
Була двічі одружена, виховала сина Гаррі, кінорежисера. Другий чоловік, Чарльз Какатзакіс, режисер і педагог з акторської майстерності, помер у 1999 році. «Завдяки йому сьогодні я займаюсь своєю справою» — казала Джун Сквібб. Близько товаришує з колегами, значно молодшими за неї, зокрема Крісом Колфером, з яким познайомилась під час фільмування телесеріалу «Хор» у 2014 році.
Прихильниця сучасних телесеріалів, особливо «Гри престолів», «Ходячих мерців», «Правосуддя» та «ФБР». З дитинства багато читає. Полюбляє нордичні нуари, тетралогію «Квартет Радж» Пола Скотта.

## Фільмографія
- «Еліс» (1990) — покоївка Гільда
- «Запах жінки» (1992) — Лінда Хансейкер
- «Епоха невинності» (1993) — покоївка Делорес
- «Вхід і вихід» (1997) — кузена Гретчен
- «Знайомтеся — Джо Блек» (1998) — Гелен
- «Ед» (2001; телесеріал) — доктор Бернаман
- «Про Шмідта» (2002) — Гелен Шмідт
- «Далеко від раю» (2002) — Бессі
- «Справедлива Емі» (2003—2004; телесеріал) — Луїза Флаверс
- «Швидка допомога» (2003; телесеріал) — Агнес
- «Журнал мод» (2003; телесеріал) — Нора Пебблс
- «Ласкаво просимо до Лосиної затоки» (2004) — Ірма
- «Доктор Хаус» (2005; телесеріал) — Рамона
- «Шоу Берні Мака» (2005; телесеріал) — сестра Розетта Гемілтон
- «Два з половиною чоловіки» (2005; телесеріал) — Маргарет
- «Угамуй свій запал» (2005; телесеріал) — Еді Кон
- «Та, що говорить з привидами» (2005—2007) — Мері-Енн
- «Сьоме небо» (2006; телесеріал) — Бессі Руснак
- «Шоу Білла Енгвалла» (2007; телесеріал) — Едда
- «Просто додай води» (2008) — мати
- «Мертва справа» (2008; телесеріал) — Аннетт Гікс
- «Офіс» (2008; телесеріал) — мати Майкла Скотта (озвучування)
- «Зграя акул» (2008; телефільм) — Бесс Вайлдер
- «Молоді та зухвалі» (2008—2009; телесеріал) — Перл
- «Атлант розправив плечі: частина 1» (2011) — Іда Гастінгс
- «Ідеальна родина» (2011) — Дон Панч
- «Великий рік» (2011) — Доріс
- «Халепи Вісенте Фернандеса» (2012) — Ірма
- «Щоб ви зробили...» (2012) — Лінда
- «Касл» (2012; телесеріал) — Джеймі Айзексон
- «Майк і Моллі» (2012; телесеріал) — Франсін
- «Небраска» (2013) — Кейт Грант
- «Старість — не радість» (2013—2015; телесеріал) — Варла Паундер
- «Дівчата» (2014; телесеріал) — Фло
- «Хор» (2014; телесеріал) — Меггі Бенкс
- «Підступні покоївки» (2014; телесеріал) — Велма Мадж
- «Я побачу тебе у своїх снах» (2015) — Джорджина
- «Країна під назвою Дім» (2015) — Джуді
- «Любіть Куперів» (2015) — тітка Фіші
- «Вондер Тут і Там» (2015; телесеріал) — Стелла Старбелла (озвучування)
- «Мамця» (2015; телесеріал) — Дотті
- «Реанімація» (2015; телесеріал) — Дороті
- «Інші люди» (2016) — Рут-Енн
- «Теорія великого вибуху» (2016; телесеріал) — Констанс, бабуся Шелдона
- «Безсоромні» (2016; телесеріал) — Етта
- «Американська сімейка» (2016; телесеріал) — тітка Еліс
- «Кларенс» (2016; телесеріал) — Розі Ренделл (озвучування)
- «Столик № 19» (2017) — Джо Фленаган
- «Байстрюки» (2017) — Агнес Гант
- «Кістки» (2017; телесеріал) — Барбара Бейкер
- «Анатомія Грей» (2017; телесеріал) — Елзі Клетч
- «Цього літа» (2018) — Дотті Вінкл
- «Ральф-руйнівник 2: Інтернетрі» (2018) — Берта (озвучування)
- «Хороші дівчата» (2018—2019; телесеріал) — Меріон Пітерсон
- «Підняти вітрила» (2019) — Сюзі Галлагер
- «Історія іграшок 4» (2019) — Маргарет (озвучування)
- «Хороший лікар» (2019; телесеріал) — Іда Гвелф
- «Кімната 104» (2019; телесеріал) — Джин
- «Зависнути у Палм-Спрінгс» (2020) — Лена Шліффен
- «Г'юбі Геловін» (2020) — Естель Дюбуа
- «Душа» (2020) — Джерел (озвучування)
- «Хрещена фея» (2020) — Агнес
- «Нетутешні» (2020; телесеріал) — Рут
- «Внутрішній голос» (2020; телесеріал) — Естер Фінч
- «Палмер» (2021) — Вівіан Палмер
- «Люди» (2021) — Момо
- «Життя і Бет» (2022; телесеріал) — Елена
- «Маленька Америка» (2022; телесеріал) — міссіс Данфорт
- «Тельма» (2024) — Тельма Пост
- «Ні слова мамі про смерть няні» (2024) — Карлі Стурак
- «Думками навиворіт 2» (2024) — Ностальгія (озвучування)
- «Американські історії жахів» (2024; телесеріал) — бабуся
- «Елеонора Велика» (2025) — Елеонора Моргенштейн

## Нагороди
- «Небраска» (2013)
  - Премія «Супутник» за найкращу жіночу роль другого плану
  - Номінація на премію Гільдії кіноакторів США за найкращу жіночу роль другого плану
  - Номінація на премію «Вибір критиків» за найкращу жіночу роль другого плану
  - Номінація на премію «Незалежний дух» за найкращу жіночу роль другого плану
  - Номінація на премію «Золотий глобус» за найкращу жіночу роль другого плану
  - Номінація на премію «Оскар» за найкращу жіночу роль другого плану
- «Тельма» (2024)
  - Номінація на премію «Супутник» за найкращу жіночу роль у комедії або мюзиклі
  - Номінація на премію «Сатурн» за найкращу жіночу роль
  - Номінація на премію «Незалежний дух» за найкращу головну роль